# Théophile Cailleux
Théophile Cailleux foi um jurista belga, nascido em Calais, na França e autor de um trabalho sobre geografia Homérica publicado em 1879. O título é Pays Atlantiques décrits par Homère: Ibérie, Gaule, Bretagne, Archipels, Amériques. Théorie nouvelle (Atlântico terras descrita por Homero: a Península Ibérica, Gália, Grã-Bretanha, as ilhas atlânticas, as Américas. Uma nova teoria). Como o título sugere, Cailleux tomou a incomum forma de ver o conhecimento geográfico com os acontecimentos descritos na Ilíada e na Odisseia, que foi o litoral do Oceano Atlântico, e não as margens do Mar Egeu e o Mar Mediterrâneo. O livro foi publicado em Paris pelo Maisonneuve.

## Obras
- Origine celtique de la civilisation de tous les peuples. Théorie nouvelle, Paris, 1978.
- Poésies d'Homère faites en Ibérie et décrivant non la Méditerranée, mais l'Atlantique, Paris, 1879.
- Pays atlantiques décrits par Homère. Ibérie, Gaule, Bretagne, Archipels, Amérique, Paris, 1878.
- Théorie nouvelle sur les origines humaines. Homère en Occident. Troie en Angleterre, Bruxelles, 1883.
- Écrit sur La Judée en Europe (1894).